# محمدرضا مخبر
محمّدرضا مخبر دزفولی (زاده ۱۳۴۰ دزفول) سیاستمدار و مدرس دانشگاه ایرانی است، که هم‌اکنون به‌عنوان عضو هیئت علمی دانشگاه تهران، رئیس و عضو پیوسته فرهنگستان علوم، عضو حقیقی شورای عالی انقلاب فرهنگی، عضو هیئت امناء دانشگاه تهران، انستیتو پاستور و بنیاد نخبگان و مشاور فرهنگی و علمی تولیت آستان قدس رضوی فعالیت می‌کند. او یکی از برگزیدگان دومین دوره جایزه علمی علامه طباطبایی بنیاد ملی نخبگان در سال ۱۳۹۱ است.
وی دانش‌آموخته دکتری دامپزشکی گرایش دام‌های بزرگ جثه از دانشگاه تهران است و پیش‌تر در فاصله سال‌های ۱۳۸۴ تا ۱۳۹۷ دبیر شورای عالی انقلاب فرهنگی بود. او فرزند حسن مخبر دزفولی است.

## فعالیت‌های دانشگاهی
وی دارای دکترای تخصصی دامپزشکی، شاخه درونی دام‌های بزرگ، از دانشگاه تهران و همین‌طور تحصیلات حوزوی در زمینه ادبیات عرب و منطق و فلسفه است. تألیف و انتشار بیش از ۱۰۰ مقاله علمی و پژوهشی در مجلات و کنفرانس‌های علمی داخلی و خارجی، چندین مقاله و تحقیق در زمینه‌های فرهنگی و علم و فناوری، راهنمایی بیش از ۳۰ رساله دکتری عمومی و تخصصی دامپزشکی، مدیریت طرح‌های پژوهشی - فرهنگی در زمینه آموزش عالی، تحقیقات، آموزش و پرورش و فرهنگ عمومی، ناظر چندین طرح پژوهشی - فرهنگی با موضوعات مختلف از جمله بررسی نقش جریان‌های مذهبی در جنبش دانشجویی ایران است.
او همچنین در بیست و پنجمین دوره کتاب سال جمهوری اسلامی ایران در سال ۱۳۸۶ با ترجمه کتاب «معاینه بالینی دام‌های مزرعه» توانست برنده جایزه کتاب سال جمهوری اسلامی ایران شود.

## مناصب
1. رئیس فرهنگستان علوم ایران  از مرداد ۱۴۰۲[۸]
2. دبیر شورای عالی انقلاب فرهنگی از ۱۳۸۴ تا ۱۳۹۷[۹]
3. رئیس کمیسیون مشورتی شورای عالی انقلاب فرهنگی
4. مشاور رئیس مجلس شورای اسلامی (دوره چهارم و پنجم)
5. استاد دانشکده دامپزشکی دانشگاه تهران
6. عضو پیوسته فرهنگستان علوم جمهوری اسلامی ایران
7. عضو شورای عالی پژوهش‌های علمی کشور از سال ۱۳۸۲ تا ۱۳۸۴
8. عضو هیئت تحریریه مجله تحقیقات دامپزشکی (دانشکده دامپزشکی دانشگاه تهران)
9. عضو هیئت امناء دانشگاه تهران
10. عضو هیئت امناء انستیتو پاستور ایران
11. عضو هیئت امناء بنیاد نخبگان
12. عضو هیئت امناء دانشگاه علوم پزشکی تهران
13. عضو شورای عالی انقلاب فرهنگی از سال ۱۳۸۱
14. رئیس ستاد راهبری اجرای نقشه جامع علمی کشور
15. عضو هیئت امنای بنیاد ایرانشناسی[۱۰]

## دیدگاه‌ها
مخبر از مخالفان سیاست‌های کنترل جمعیت است و در جهت تصویب سیاست‌های تشویقی برای فرزندآوری در مجلس تلاش می‌کند. وی معتقد است دولت نباید در زمینهٔ وسایل گوناگون پیشگیری و جلوگیری از باروری هزینه کند. او در این زمینه بر نظر سید علی خامنه‌ای تأکید دارد و آن را مطابق بر مطالعات شورای عالی انقلاب فرهنگی می‌داند. او تشویق به یک‌نفره کردن خانواده‌ها را از سیاست‌های دشمن در جنگ نرم می‌داند.